# Apostoli (Cairano Santa Maria dei Miracoli)
Gli Apostoli sono un ciclo di sculture in marmo (altezza circa 100 cm) di Gasparo Cairano, databili al 1488-1489 e conservati nella chiesa di Santa Maria dei Miracoli a Brescia, nel tamburo della prima cupola est della chiesa, di contrappunto al ciclo di Angeli del Tamagnino, eseguiti contemporaneamente. Estranee al ciclo originale degli Apostoli e tuttavia ad esso unite sono due sculture raffiguranti un Gesù benedicente e un Santo, sempre riconducibili a Gasparo Cairano ma databili a periodi successivi e tra loro differenti.

## Storia
Il ciclo di dodici statue viene pagato a Gasparo Cairano il 24 dicembre 1489 e, pertanto, la commissione deve essere datata ad almeno un anno prima. Le sculture vengono eseguite approssimativamente nello stesso periodo in cui il Tamagnino realizza i suoi dodici Angeli di contrappunto, da disporsi nel registro inferiore, saldato nel maggio del 1490.
Il ciclo di ventiquattro statue viene variamente manomesso, scomposto e ricollocato nel corso dei secoli successivi, tanto da portare alla perdita di due Angeli, rimpiazzati in epoca imprecisata con altre due statue riconducibili a Gasparo Cairano ma di dubbia provenienza, un Gesù benedicente e un Santo. I dodici Apostoli, comunque, sopravvivono integralmente.
Il bombardamento subito dalla chiesa nel 1943, che porta al crollo di gran parte della struttura, non interessa fortunatamente la cupola est, i cui storici ornamenti rimangono completamente e incredibilmente illesi. Tutte le statue hanno poi subito alcuni restauri fino a quello integrale, esteso all'intero edificio anche per risolverne i problemi statici, compiuto tra il 2007 e il 2013.

## Descrizione e stile

### GliApostoli
Allo stato attuale, i due cicli statuari di Angeli e Apostoli si presentano sovrapposti, con regolare alternanza di statue di uno e dell'altro ciclo, entro nicchie in un'unica fascia del tamburo della cupola, benché in origine fossero disposti su due livelli differenti. Le statue del Cairano sono comunque tutte identificabili grazie alla rigida impostazione iconografica che vede ogni figura con un libro in mano e con poche variazioni di atteggiamento. Lo stile compositivo generale è decisamente organico, mentre il livello qualitativo è piuttosto diversificato, da esemplari scadenti ad altri più raffinati, il che rivela un ampio ricorso a collaboratori. Di fatto, la completa autografia del Cairano si può limitare a non più di due o tre esemplari, mentre per gli altri si può supporre un suo originale abbozzo e qualche intervento di finitura a lavoro ultimato.
Nelle dodici sculture ricorre una serie di tipologie nei singoli dettagli, reiterate però in modo non sistematico ma con continue e nuove combinazioni delle stesse. Per esempio, tre Apostoli presentano teste decisamente sproporzionate al resto del corpo, certo dovute alla stessa mano, a cui allo stesso tempo non corrisponde un eguale trattamento dei panneggi delle tre tuniche, rispondenti a tre differenti tipologie poi reiterate sugli altri esemplari, dove a loro sono combinate con altri dettagli concepiti secondo più tipologie. I due Apostoli interamente attribuibili a Gasparo Cairano sono quelli meglio strutturati nelle proporzioni e più coerenti nel trattamento delle singole parti della statua, caratterizzati da un'elaborazione più curata e da panneggi non troppo affilati.
Una visione ravvicinata delle statue, inoltre, consente di rilevare valori artistici altrimenti non percepibili dal punto di osservazione comune, ossia dal basso: alcuni Apostoli sono presi da ispirazione estatica, altri dalla lettura, altri sono rivolti all'osservatore, spesso con l'aggiunta di dettagli naturalistici alla composizione come la dentatura nascosta dietro la barba e le labbra dischiuse. Tutto ciò testimonia una particolare attenzione dell'autore verso lo sguardo dei propri modellati, tra l'altro indipendentemente dalla destinazione ultima degli stessi, dato che nulla di quanto descritto è visibile dal punto d'osservazione ai piedi della cupola. Già in questi Apostoli, pertanto, si palesa un atteggiamento che sarà poi reiterato nel ciclo dei Cesari per il Palazzo della Loggia, dove si ritrova un'attenzione a sguardi e dettagli naturalistici del tutto inadeguata alla distanza di osservazione.
Le sculture seguono in generale lo stile espressionistico, molto fortunato all'epoca, introdotto da Antonio Mantegazza. Tuttavia, il riferimento principale sembra essere il ciclo di Santi del ciborio dietro l'altare maggiore del Duomo di Parma, eseguito tra il 1486 e il 1488 da Alberto Maffioli da Carrara, tanto che si può ipotizzare che Gasparo Cairano ne sia stato un collaboratore. È comunque la prima e ultima volta, nel catalogo conosciuto del Cairano, che la componente espressionistica derivata dal Mantegazza emerge in modo così evidente, elaborando una rapida e progressiva attenuazione degli accenti fin lì sperimentati, percorso in cui il confronto con i più moderni e classicheggianti Angeli del Tamagnino può aver influito.

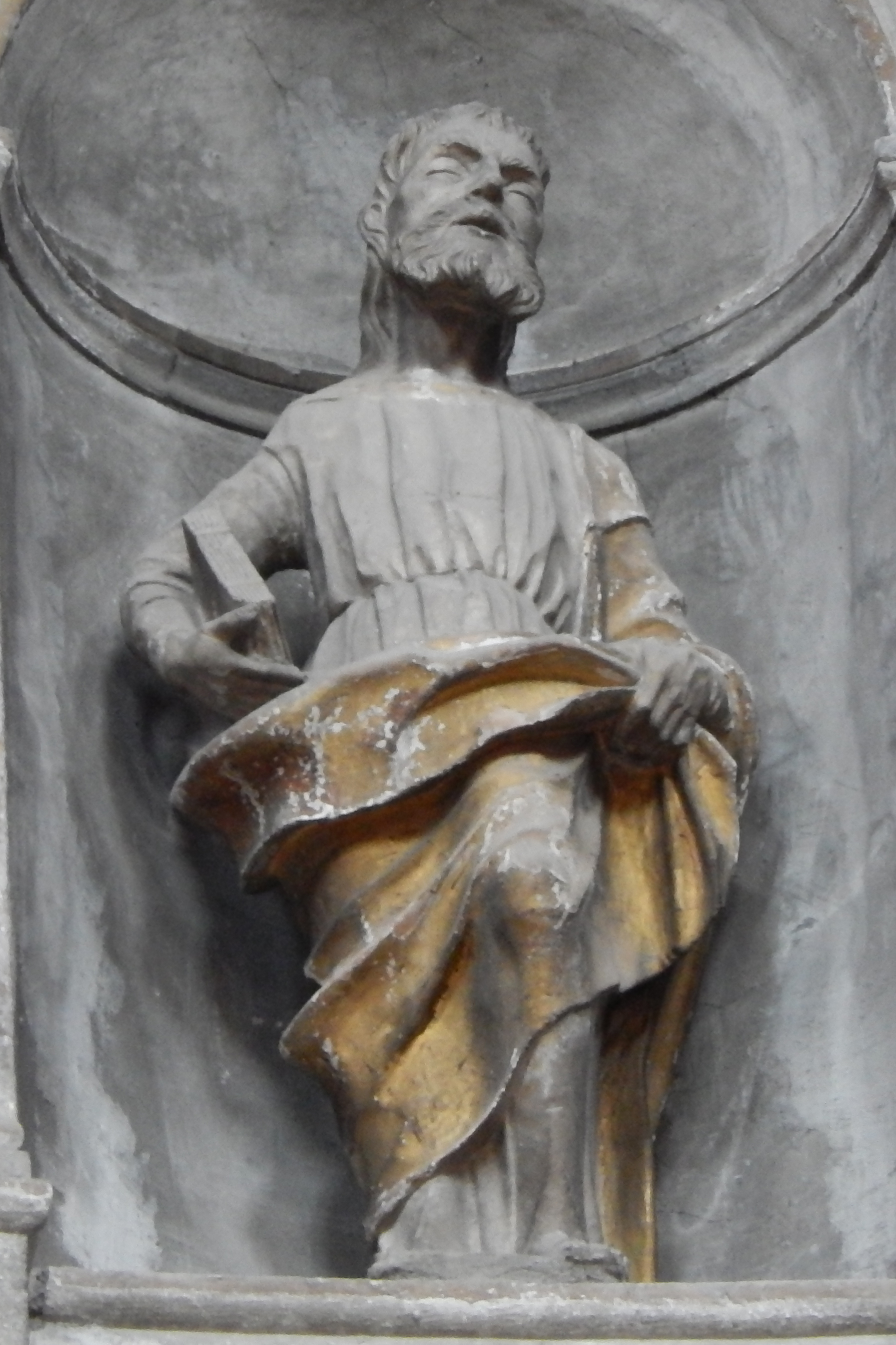
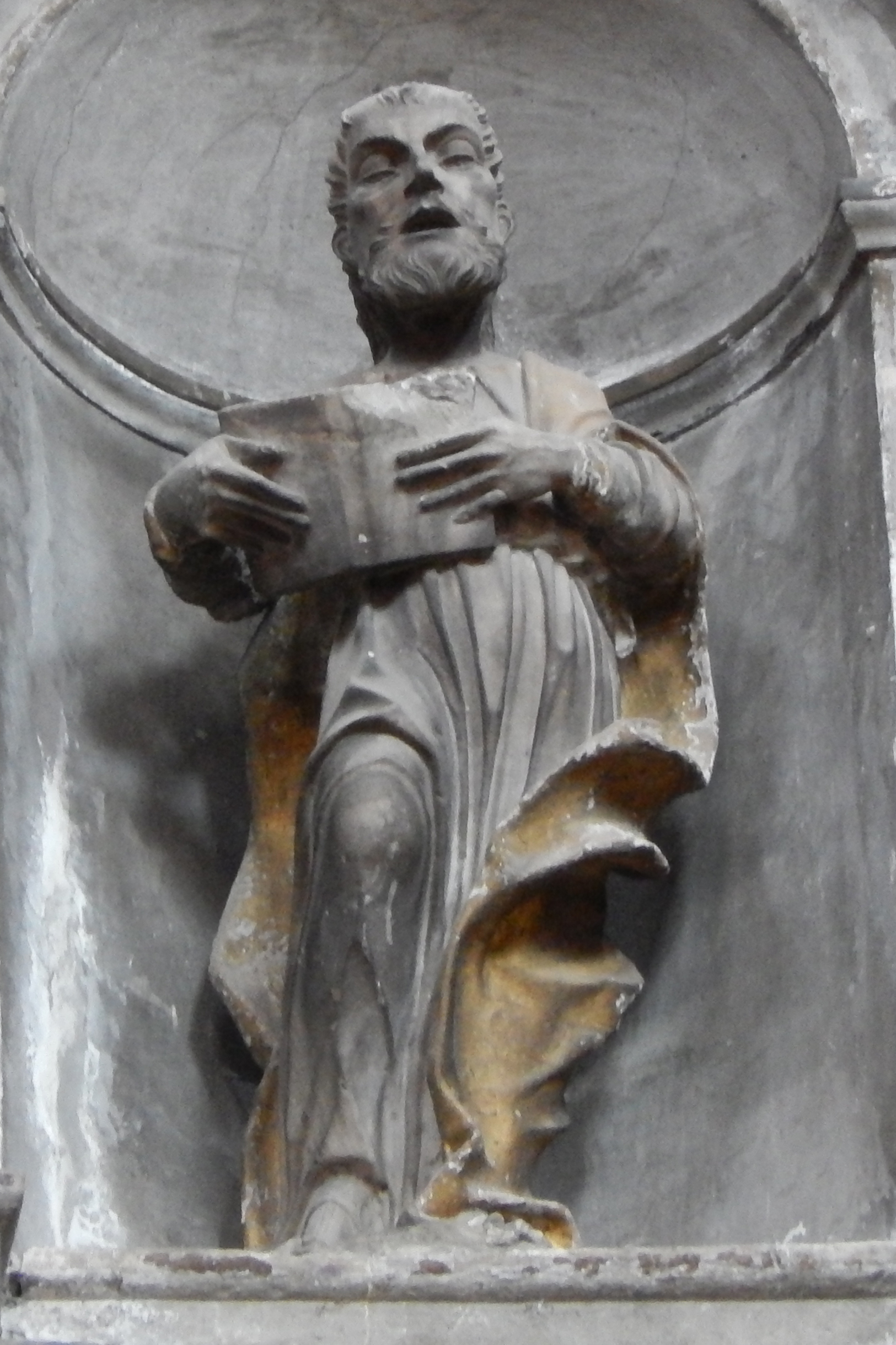
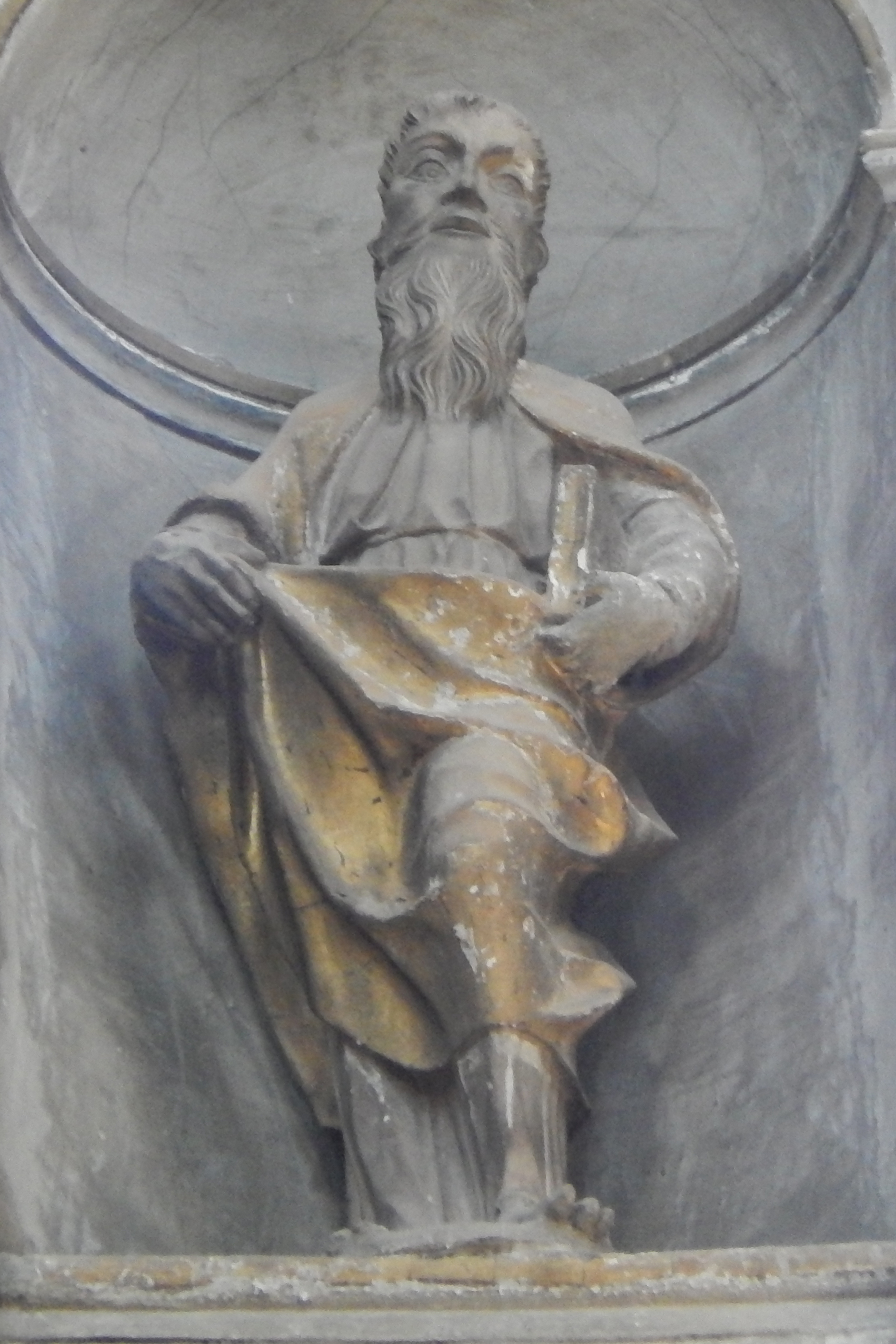
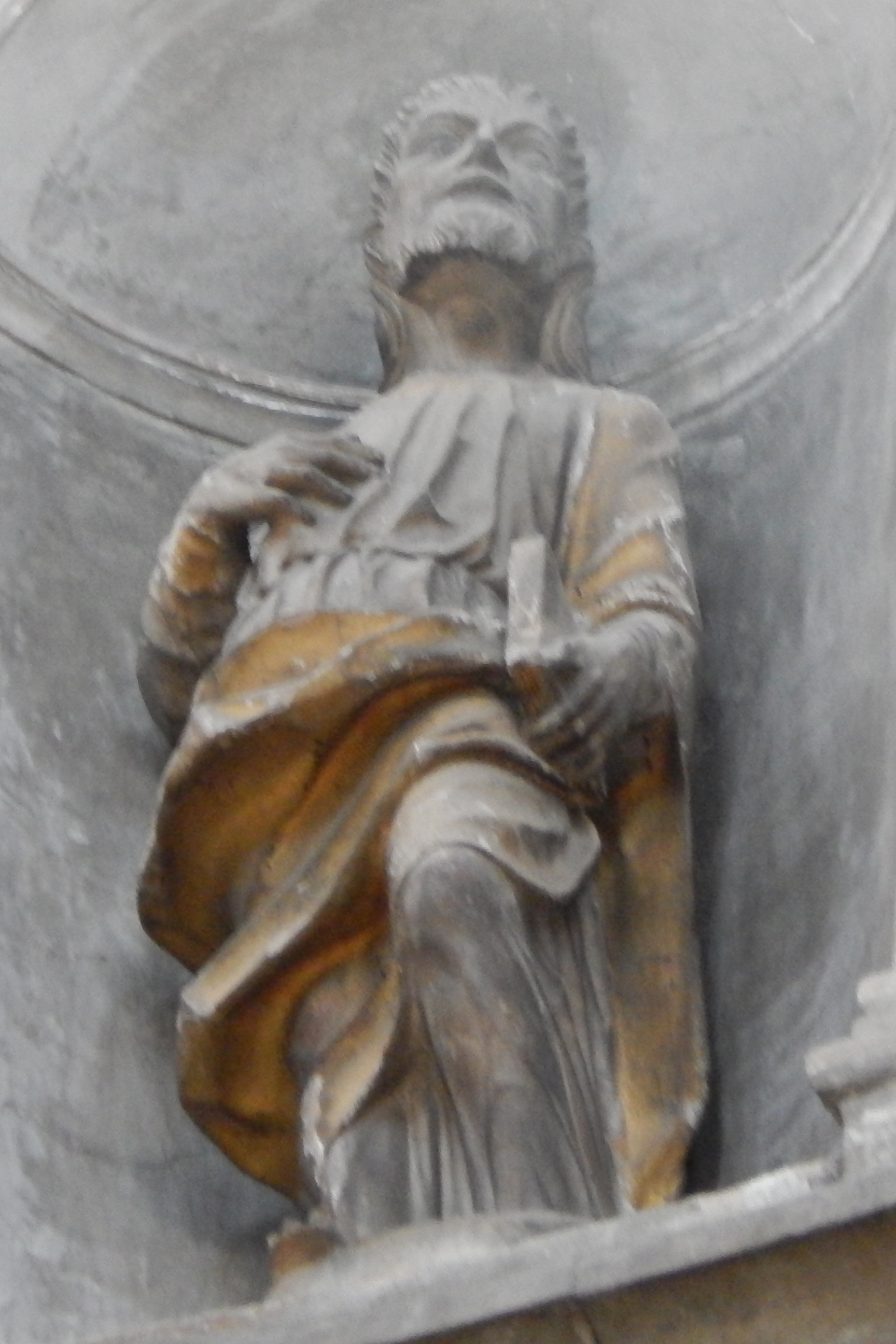
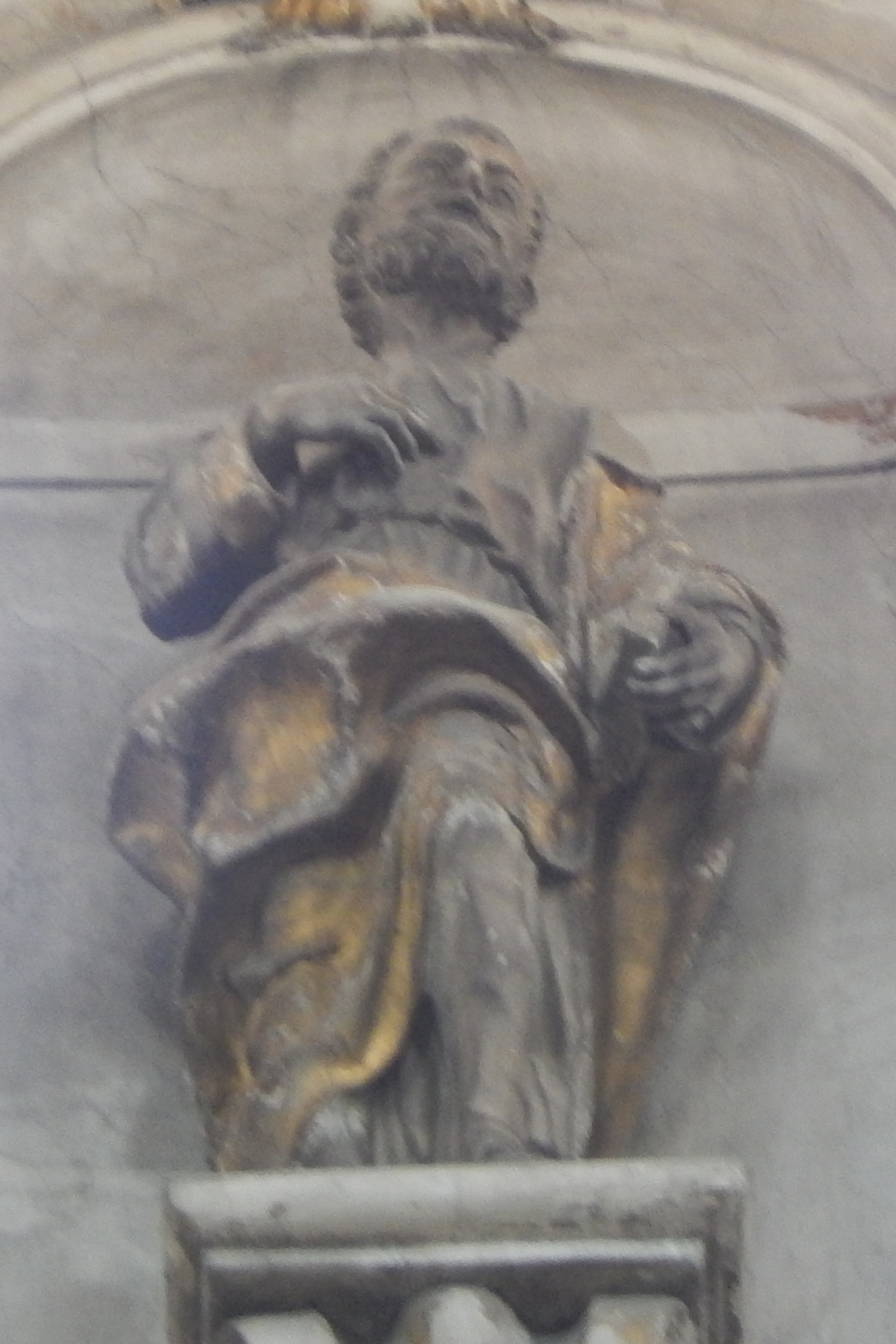
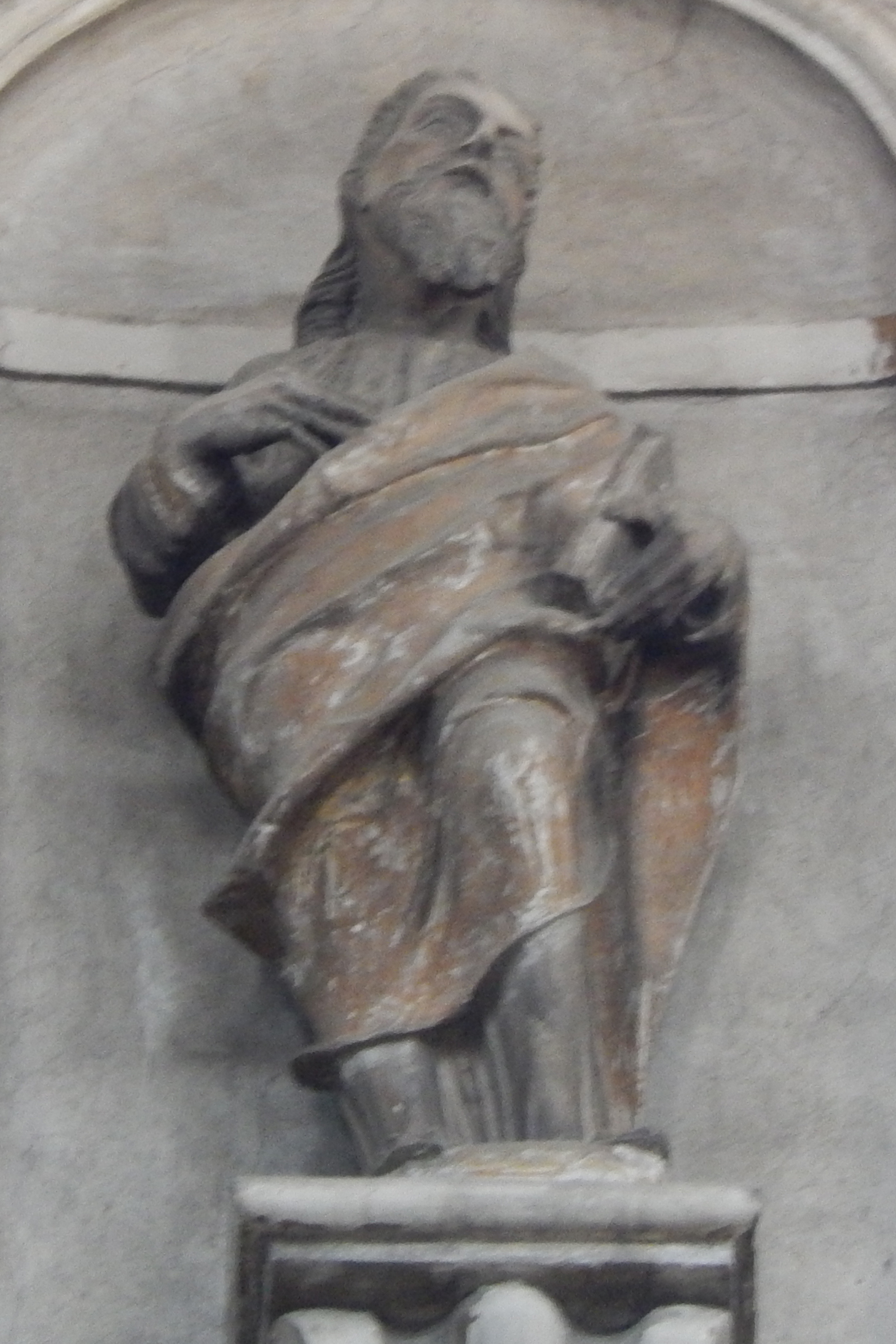
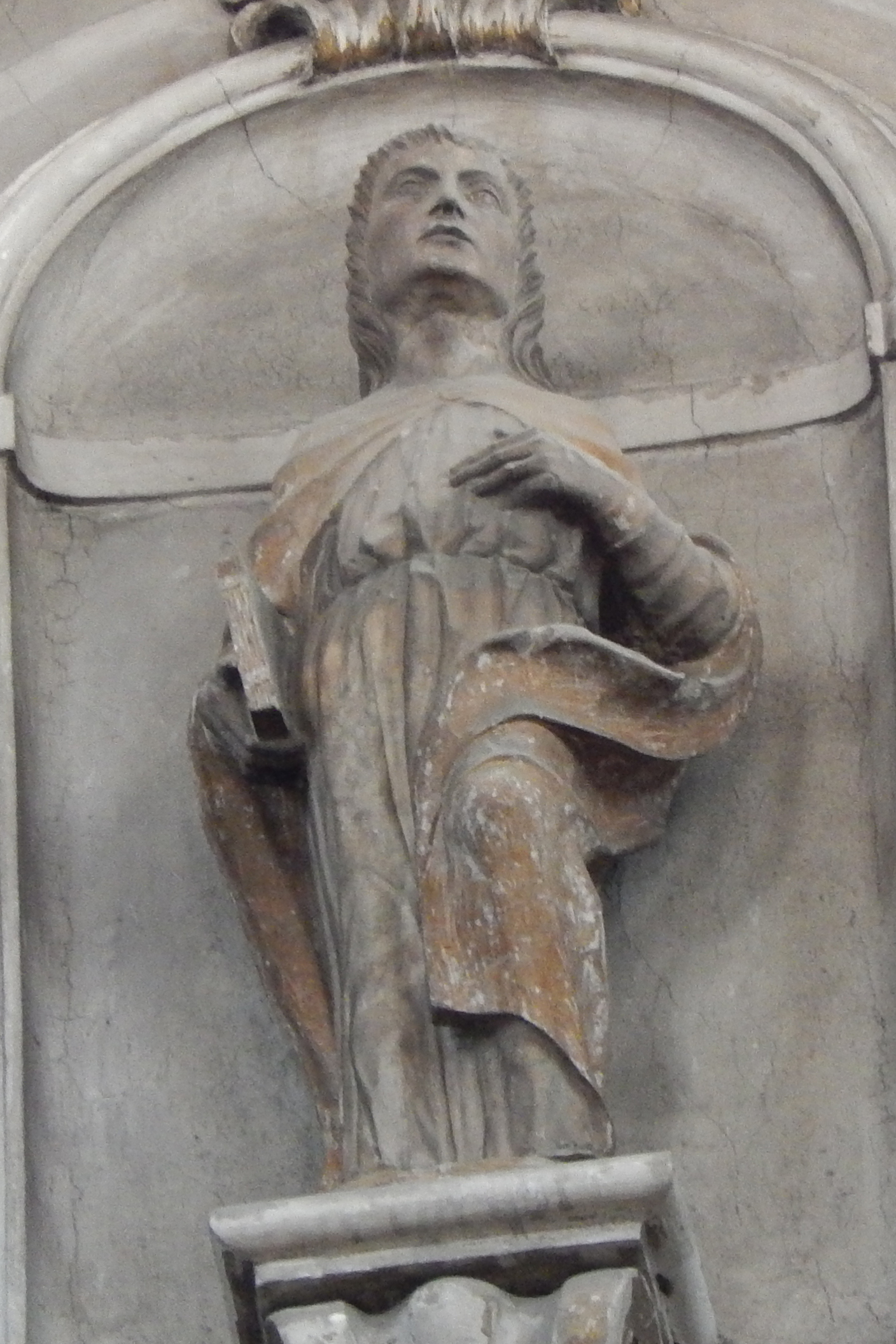
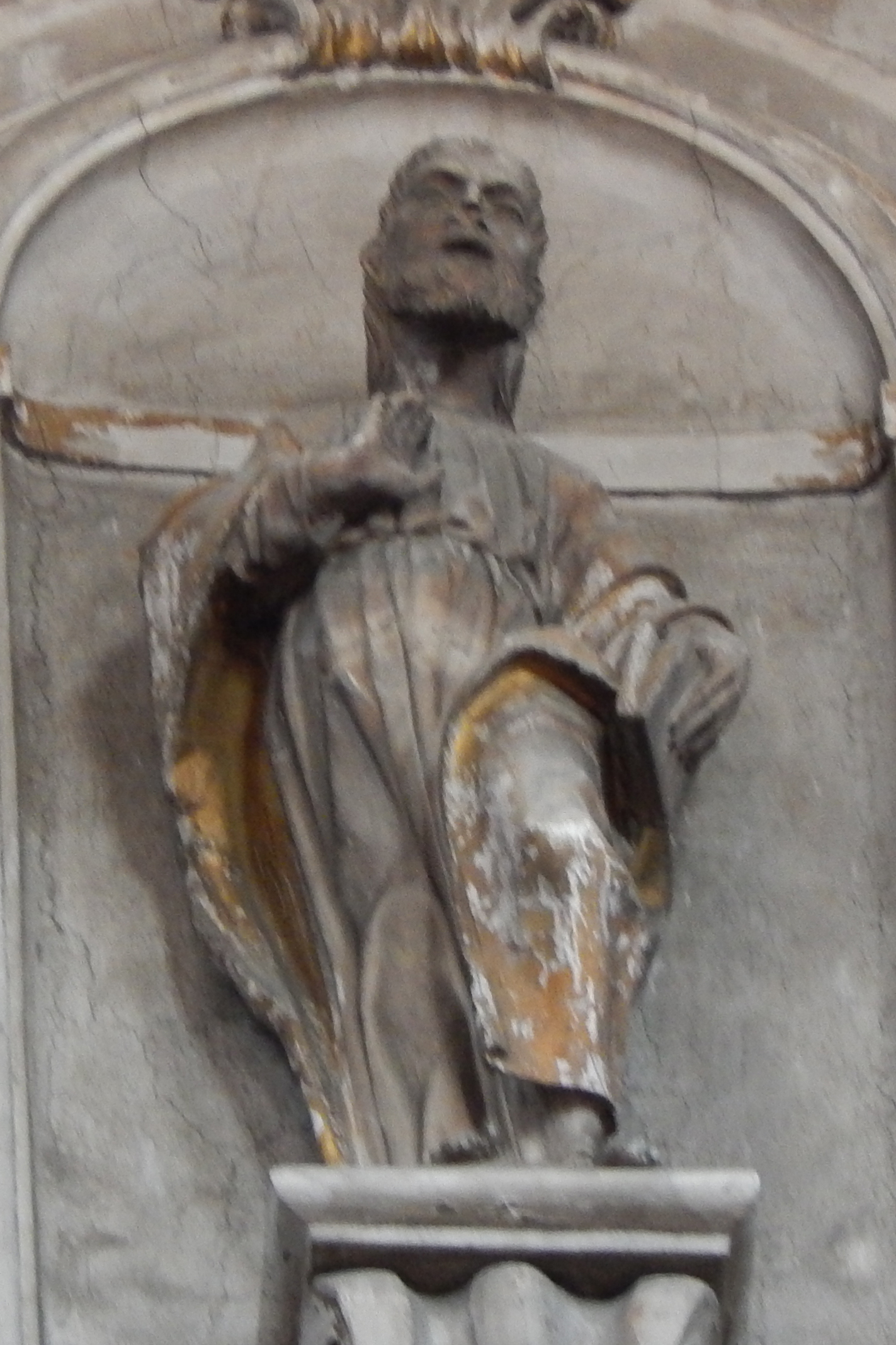
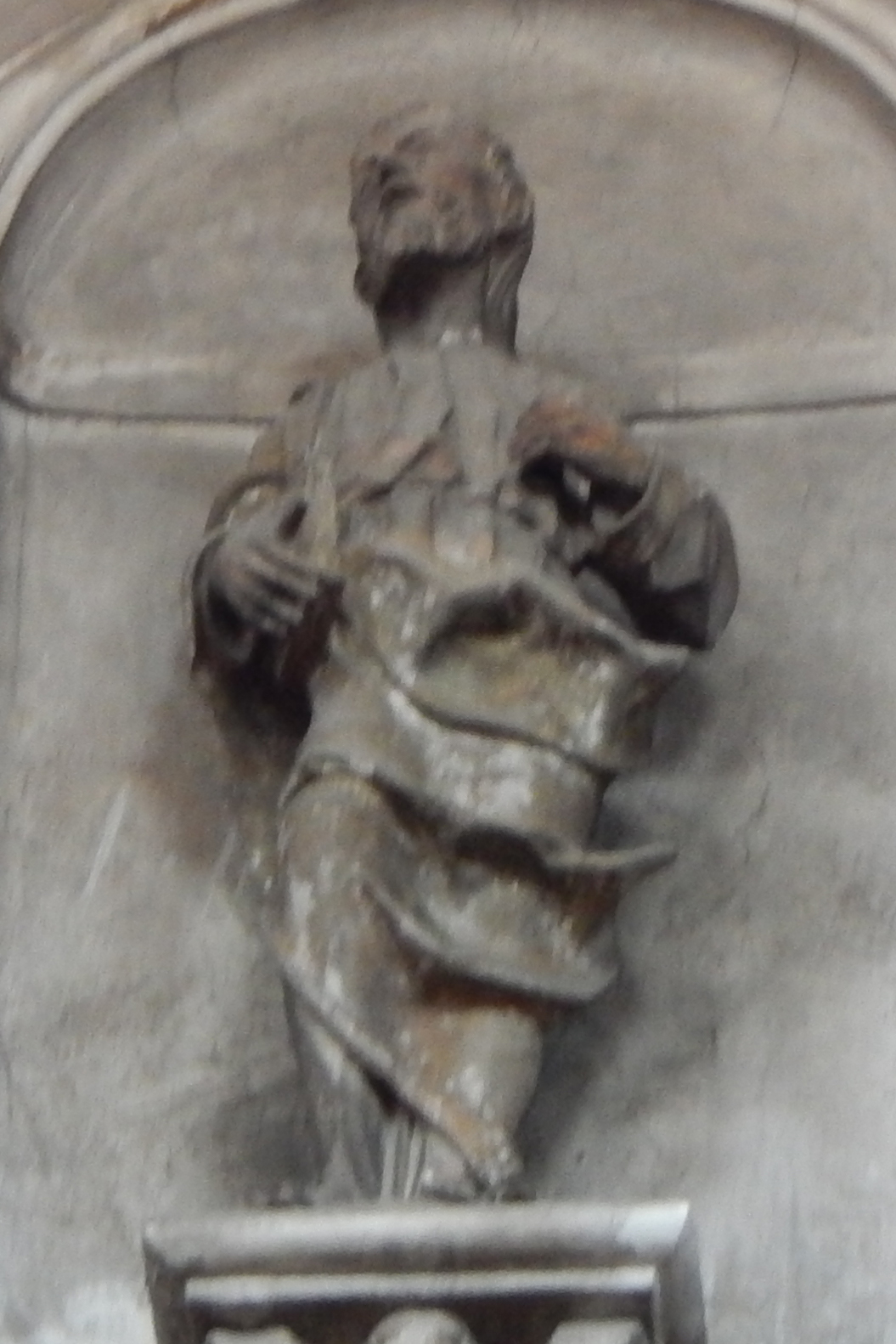
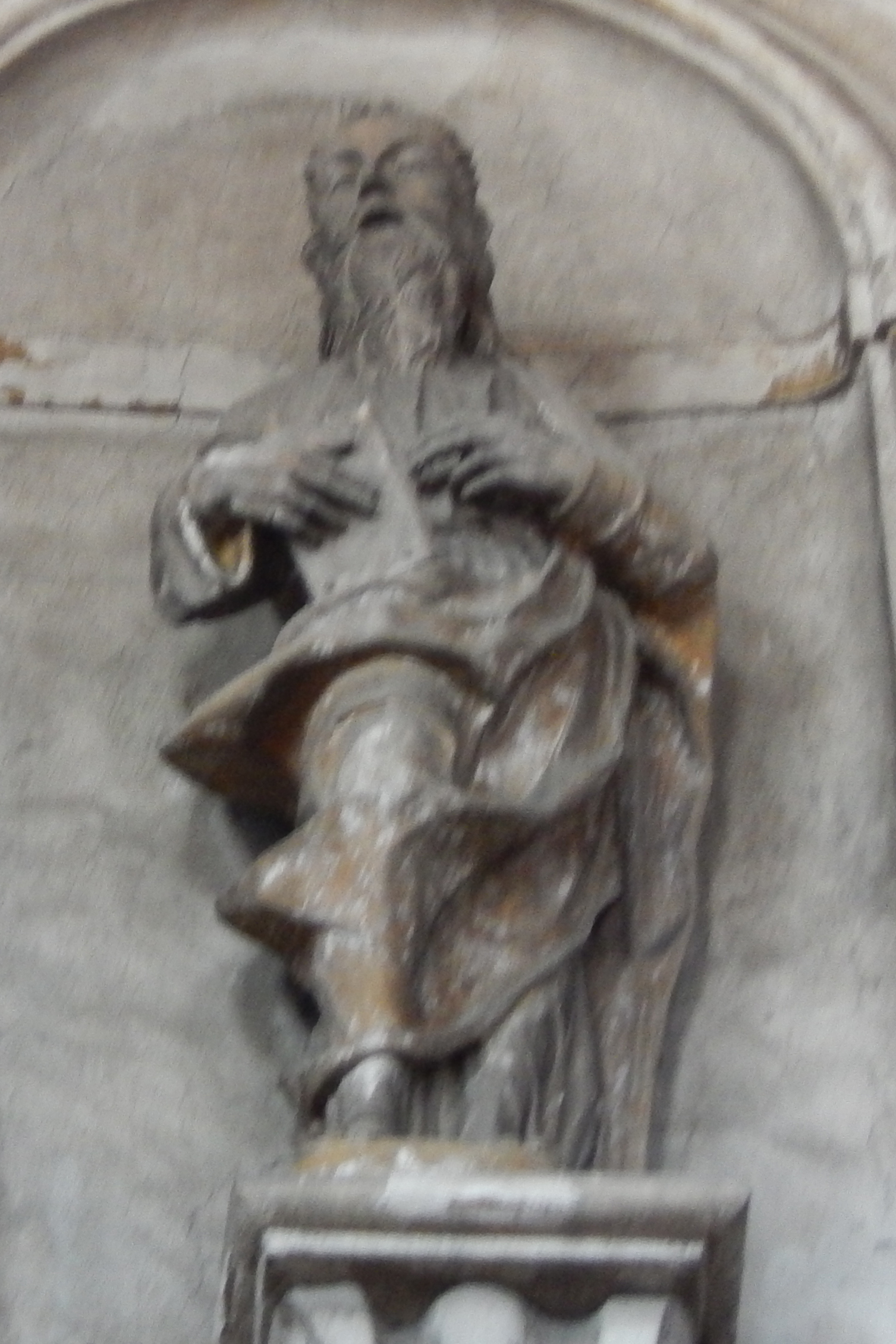
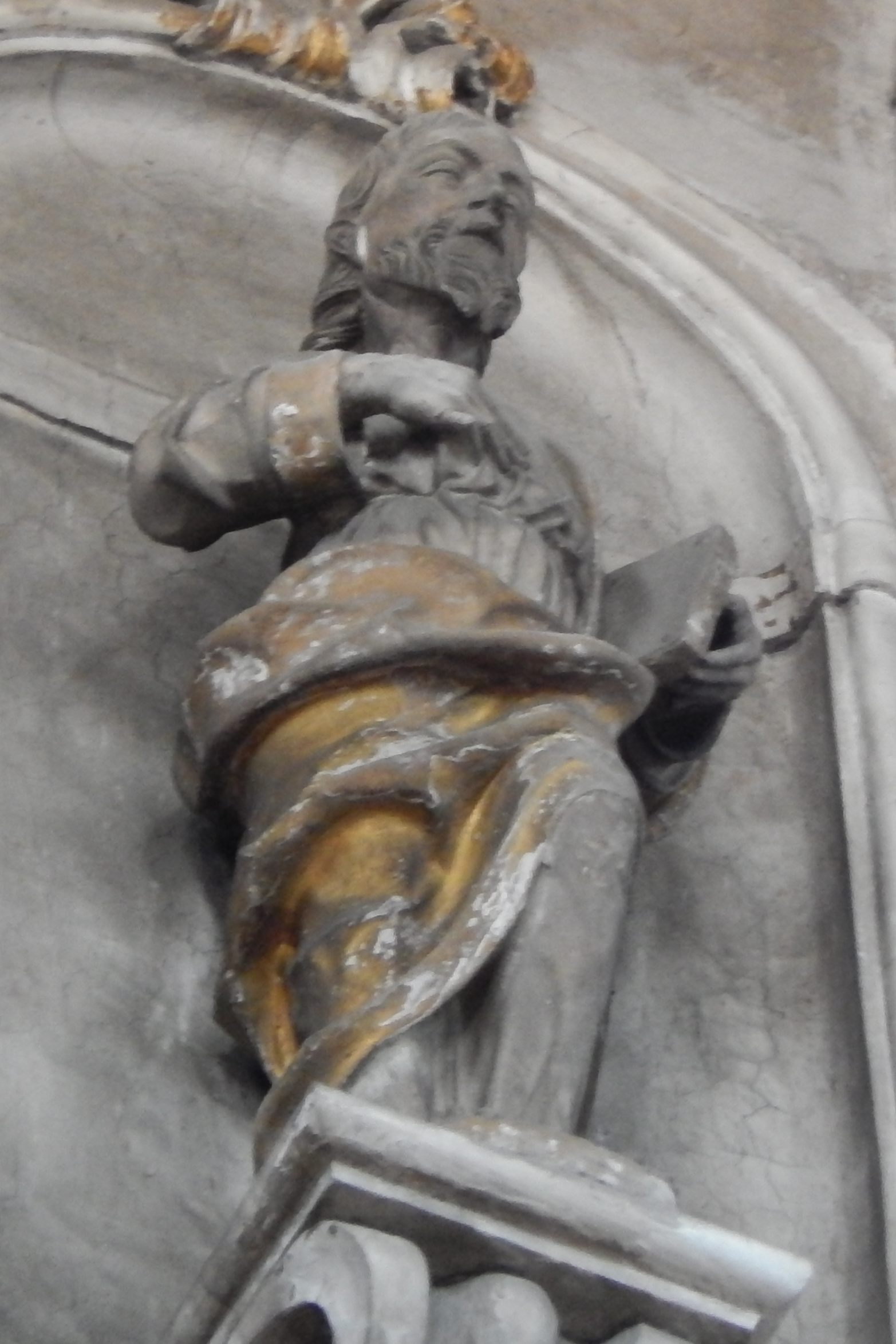
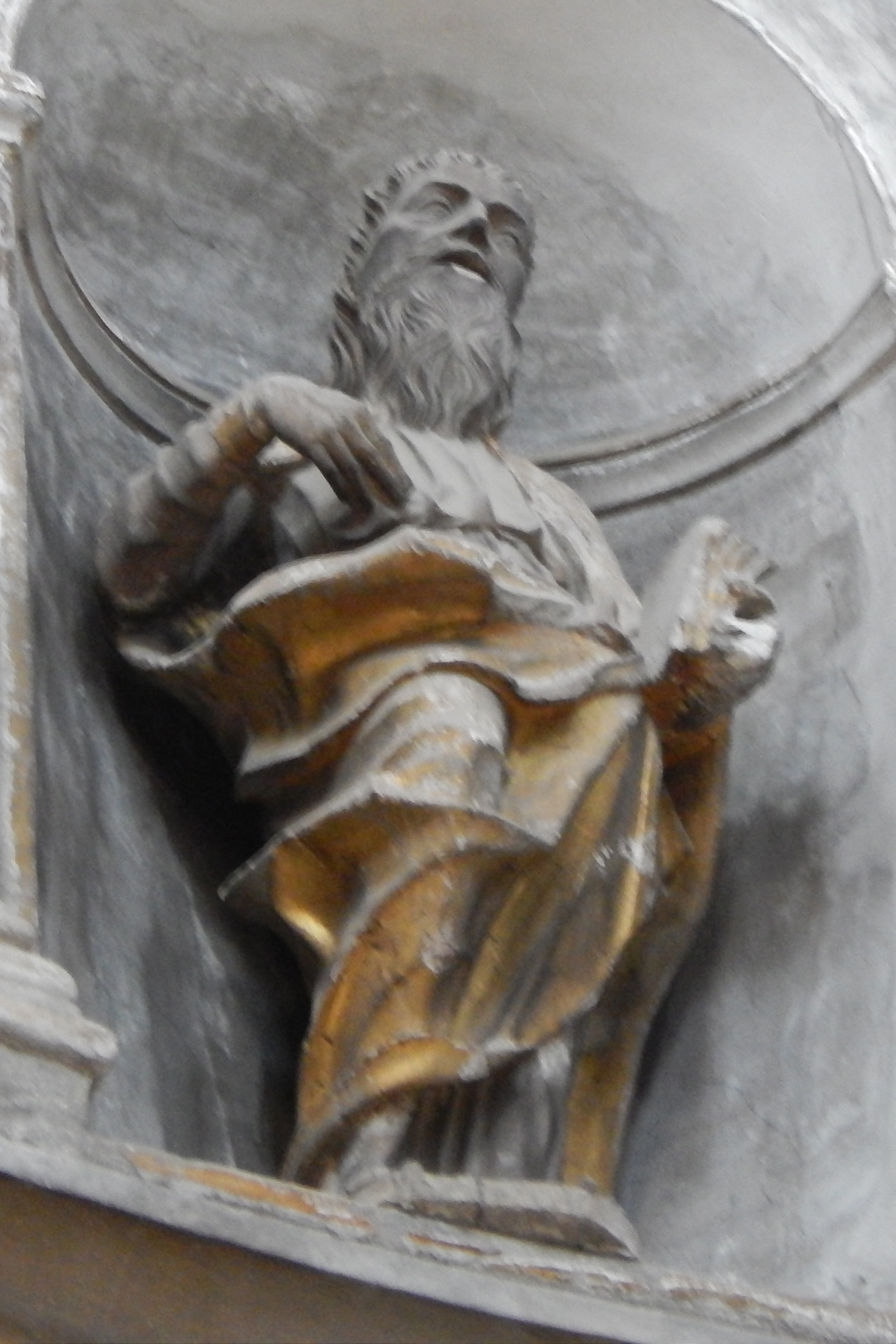

Immagini

### Il confronto con il Tamagino

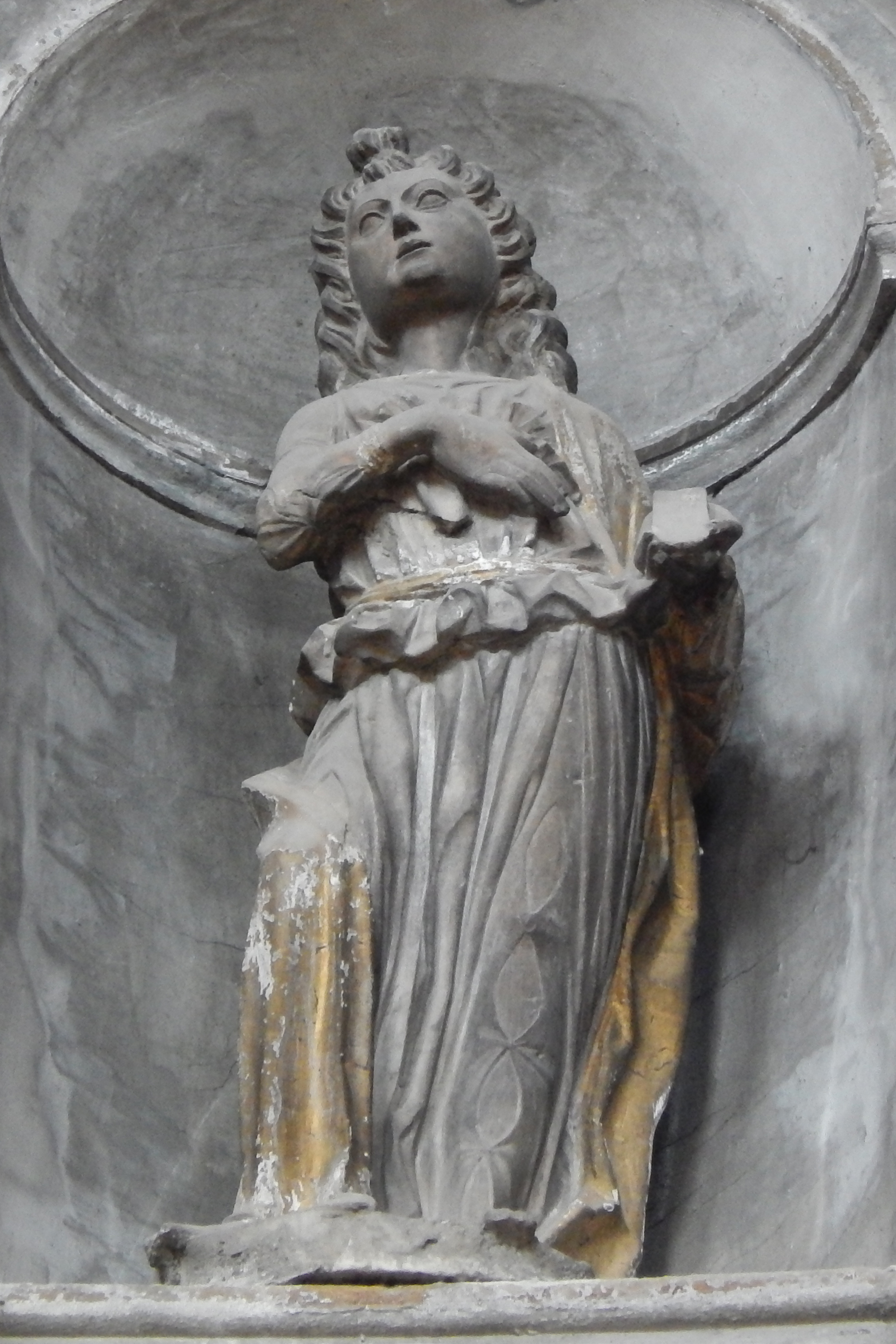
Tamagnino, Angelo.

In generale, tutta la produzione lapidea del cantiere di Santa Maria dei Miracoli eseguita nel decennio successivo al ciclo degli Apostoli, limitatamente a quanto presente all'interno dell'edificio, è riconducibile al Cairano e ai suoi collaboratori. Non è quindi da escludere che questi Apostoli abbiano rappresentato un'opera propedeutica proprio al diritto a proseguire i lavori, in un vero e proprio confronto disputato tra Gasparo Cairano e il Tamagnino, anche solamente per l'affinità della commessa e della ravvicinata collocazione dei due cicli. Notare, comunque, che il ciclo di Angeli del Tamagnino si pone a un livello di qualità artistica decisamente superiore a quello degli Apostoli del Cairano, fosse solo per la relativa modernità dei primi, rivolti verso il nuovo classicismo veneziano di Antonio Rizzo, ma anche per la superiore qualità tecnica.
È probabile, quindi, che a supporto di Gasparo vi fosse un qualche favore locale che gli consentì di affermarsi sul Tamagnino indipendentemente dalle proprie iniziali capacità artistiche, ancora in fase di sviluppo. Tra l'altro, il Tamagnino resta ai Miracoli ancora per poco, giusto il tempo di realizzare altri cinque rilievi: il tutto, compresi i dodici Angeli, viene pagato all'autore meno di quanto corrisposto al Cairano per i soli dodici Apostoli. Può essere ricercata in questa palese differenza di trattamento la più plausibile spiegazione all'immediata partenza dell'artista da Brescia, a cantiere del santuario ancora aperto, trovando evidentemente il suo lavoro sottovalutato, nonché sottopagato, in relazione addirittura con la produzione di un artista molto meno capace di lui. Dopo questo fatto l'artista, certo sbattendo la porta, abbandona il cantiere della chiesa e Brescia, dove farà ritorno solo un decennio dopo per alcuni lavori al palazzo della Loggia.

### Le sculture estranee
Come detto, al ciclo originario sono aggiunte due statue estranee, raffiguranti un Gesù benedicente e un Santo, a integrazione dei due perduti Angeli del Tamagnino. Il Gesù benedicente potrebbe provenire da un'altra zona della chiesa, anche da una delle due nicchie della facciata prima della sostituzione settecentesca con le statue dei Calegari. I rimandi allo stile di Gasparo Cairano sono evidenti, tuttavia il livello qualitativo non eccellente fa dubitare che si tratti di un'opera autografa, realizzata pertanto con l'apporto di collaboratori. Non è comunque coeva agli Apostoli ma un poco più tarda, eseguita nell'ambito delle altre sculture all'interno del santuario, e databile quindi agli ultimissimi anni del XV secolo.
L'altra statua, raffigurante un Santo, è sempre da ricondurre ai modi di Gasparo Cairano ma databile a circa vent'anni dopo gli Apostoli, copia reiterata del santo dedicatario in cima all'arca di sant'Apollonio e riscontrabile anche nella pala Kress. Sebbene sia di provenienza del tutto sconosciuta, l'ambito nel quale l'opera può essere correttamente individuata è uno stretto collaboratore del maestro negli ultimi anni della sua carriera artistica, per i quali è rappresentativo il panneggio così disteso e lineare, ricorrenza molto evidente ancora nei due tondi all'antica del mausoleo Martinengo e visibile anche nelle figure della Deposizione di Cristo al museo di Santa Giulia a Brescia.
Immagini

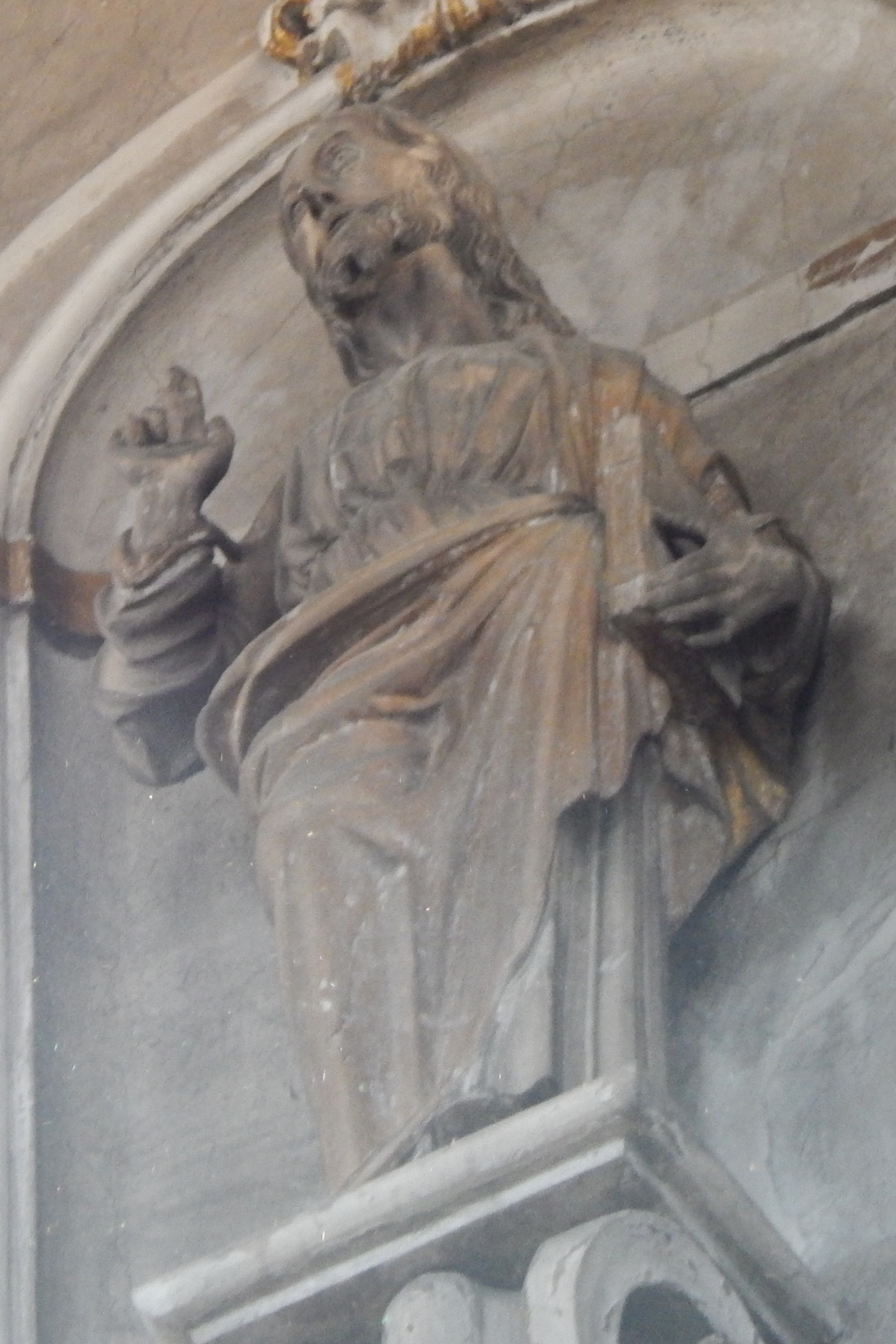
Gesù benedicente
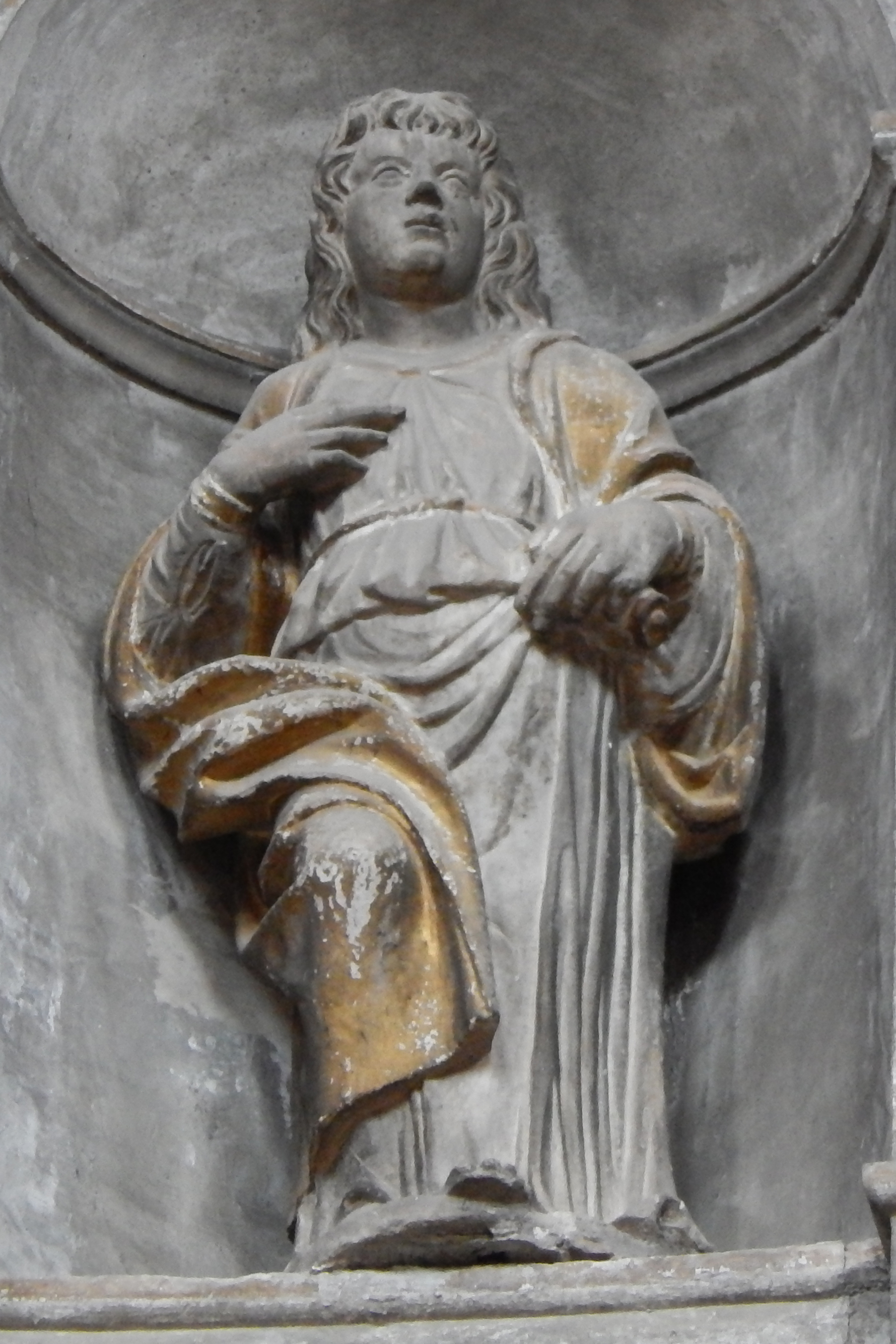
Santo